# 제1차 상하이 사변의 전투 서열
다음은 중국 국민혁명군과 일본군의 중일 전쟁이 일어나기 전에 있었던 1월 28일 사건 혹은 제1차 상하이 사변의 전투 서열이다.

## 일본군

### 일본 제국 육군
상하이 파견군 - 사령관: 대장 시라카와 요시노리
- 혼성중포병연대
  - 3개 포대(견마 150 mm 박각포 12문)
  - 2개 포대(견마 100 mm 포 8문)
- 혼성 제24여단 - 여단장: 소장 시모모토 구마야
  - 보병 제14연대 제2대대
  - 보병 제24연대 제1대대
  - 보병 제46연대 제1대대
  - 보병 제48연대 제1대대
  - 독립산포연대 제2대대
  - 공병 제18대대 제2중대
- 제9사단 - 중장 우에다 겐이치
  - 보병 제6여단
    - 보병 제7연대
    - 보병 제35연대

  - 보병 제18여단
    - 보병 제19연대
    - 보병 제36연대

  - 산포병 제9연대
  - 기병 제9연대
  - 독립전차 제2중대: 대위 시게미
    - 89식 중전차 이고 5대
    - 르노 NC27 전차 10대

  - 기병집단
  - 포병대대 (150 mm 곡사포)
  - 중공성포대 (150mm 박격포, 6 guns)
- 제11사단 - 중장 고토 도쿠타로
  - 보병 제10여단
    - 보병 제12연대
    - 보병 제22연대

  - 보병 제22여단
    - 보병 제43연대
    - 보병 제44연대

  - 산포병 제11연대
  - 기병 제11연대
  - 공병 제11연대
  - 치중병 제11대대
- 제14사단 - 중장 마쓰키 나오스케
  - 보병 제27여단
    - 보병 제2연대
    - 보병 제59연대

  - 보병 제28여단
    - 보병 제15연대
    - 보병 제50연대

  - 야전포병 제20연대
  - 기병 제18연대
  - 공병 제14연대
  - 치중병 제14대대

일본 제국 육군 항공대
- 3개 폭격기 비행전대
- 1개 전투기 비행전대 (Nieuports)
- 1개 정찰기 비행전대

### 일본 제국 해군
제3함대 - 함대사령장관: 노무라 기치사부로
- 직속: 나구모 노토로
- 제1항공전대
  - 정규항공모함 카가 (기함)
    - 3식 함상전투기
    - 13식 함상전투기

  - 경항공모함 호쇼
    - 3식 함상전투기 9기
    - 89식 함상전투기 3기
    - 10식 함상정찰기 3기

  - 제2구축대: 미네카제, 사와카제, 야카제, 오키카제
- 제1견외함대: 덴류, 우라카제
  - 방호순양함: 히라토, 쓰시마
  - 장갑순양함: 도키와
  - 포함: 아타카, 우지, 후시미, 스미다, 세타, 히라, 호즈, 카타타, 도하, 아타미, 후타미
  - 제24구축대: 모모, 가시, 히노키, 야나기
- 제2견외함대: 다마, 야쿠모
  - 제13구축대: 와카타케, 구레타케, 사나에, 사와라비
  - 제16구축대: 아사가오, 유가오, 후요, 가루캬아
  - 제3전대: 나카, 아부쿠마, 유라
- 제1수뢰전대 - 기함: 유바리
  - 제22구축대: 사쓰키, 미나즈키, 후미즈키, 나가쓰키
  - 제23구축대: 기쿠즈키, 미카즈키, 모치즈키, 유쓰키
  - 제30구축대: 무쓰키, 기사라기, 야요이, 우쓰키
- 상하이 해군특별육전대 - 대좌 사메지마 (2,000명), 사건 발발이후에 투입됨.
  - 제1대대 (옛 사세보 제1특별육전대)
  - 제2대대 (옛 구레 제1특별육전대)
  - 제3대대 (옛 사세보 제2특별육전대)
  - 제4대대 (옛 사세보 제3특별육전대)
  - 제5대대 (옛 요코스카 제1특별육전대)
  - 제7대대 (옛 요코스카 제2특별육전대)
- 무장예비대 (총 2,800 ~ 2,900명), 사복에 완장을 차고 있었다.
- 낭인 1~2백명, 사복

상하이에 있던 해군 총 전력은 1932년 2월 당시 5천명에 달했다.

## 중국 국민혁명군
상하이 전선 - 대장 Cai Tingkai
- 제19로군 - Jiang Guangnai
  - 제60사단 - 중장 Sheng Guanghan
    - 제119여단
    - 제120여단

  - 제61사단 - 중장 Mao Weishou
    - 제121여단
    - 제122여단

  - 제78사단 - 중장 Shu Zu-nien
    - 제155여단
    - 제156여단
- 3개 중국장갑열차 (500명), 우송 철로(영어판)를 순환 순찰함.
- 우쑹 요새 수비대 (2,000 men), 기관총을 쐈다
- 제5군 - 장즈중
  - 제87사단 - 중장 Lau Ching-yueh
    - 제174여단
    - 제175여단

  - 제88사단 - 중장 Yu Jishi
    - 제176여단
    - 제177여단

  - 독립여단 - 소장 Wang Ken

## 참고
- Cooke, Major Elliot .D. (1937년 12월). 《The Japanese attacks at Shanghai and the defense by the Chinese, 1931-1932》. Military Review.
- “Shanghai 1932”. 《Axis History Forum》. 2022년 10월 23일에 확인함.
- “Japanese biplane fighter aces”. 《Håkans aviation page》. 2022년 10월 23일에 확인함.
- “The Shanghai Incident”. 《Imperial Japanese Army page》. 2019년 7월 4일에 원본 문서에서 보존된 문서. 2022년 10월 23일에 확인함.